# 五泉パーキングエリア
五泉パーキングエリア（ごせんパーキングエリア）は、新潟県五泉市にある磐越自動車道のパーキングエリアである。
下り線側施設は、本線と立体交差した上り線パーキングエリアの東側に設置されている。
磐越自動車道全線開通時に開設された。

## 施設

### 上り線（郡山・いわき方面）
- 駐車場
  - 大型13台
  - 小型11台
- トイレ
  - 男性 大2（和式1・洋式1）・小5
  - 女性 7（和式2・洋式5）
    - 同伴の男児用 1

  - 車椅子用 1
- 自動販売機

### 下り線（新潟中央方面）
- 駐車場
  - 大型13台
  - 小型11台
- トイレ
  - 男性 大2（和式1・洋式1）・小5
  - 女性 7（和式2・洋式5）
    - 同伴の男児用 1

  - 車椅子用 1
- 自動販売機

## 隣
E49 磐越自動車道
(12) 安田IC -  五泉PA - (13) 新津IC